# Aspartilglucosaminuria
L’aspartilglucosaminuria (AGU) è un disturbo autosomico recessivo di accumulo lisosomiale causato dalla carenza dell’enzima aspartilglucosamidasi. L’aspartilglusaminuria è la più frequente malattia da accumulo lisosomiale causata dalla mancata degradazione delle glicoproteine.

## Storia
L’aspartilglucosaminuria è stata descritta per la prima volta in una famiglia Britannica nel 1968, la quale aveva due bambini con disabilità intellettiva che espellevano grandi quantità di aspartilglucosamina (GlcNAc-Asn) nelle urine. 
Nello stesso periodo in Finlandia, uno studio di screening riguardante la presenza di amminoacidi nelle urine in 2177 individui con ritardo mentale, ha individuato 11 pazienti con sintomi clinici ed escrezione di grande quantità di un composto sconosciuto contenente acido aspartico nelle loro urine, medesima situazione evidenziata nei soggetti Britannici. La combinazione di evidenze dei pazienti Finlandesi e Britannici hanno dimostrato che essi soffrissero di aspartilglucosaminuria. Questo studio di screening ha portato ad un approfondimento della malattia verificatasi con maggiore incidenza nella popolazione Finlandese.

## Clinica
L’aspartilglucosaminuria è una malattia a forte fenotipo neuropsichiatrico e con decorso progressivo che interessa tutto il corpo e che porta a morte prematura. L’aspettativa di vita dei pazienti affetti da suddetta patologia non supera generalmente la mezz’età. La velocità di avanzamento della malattia varia da individuo ad individuo, ma si rivela più lenta tra le femmine.
Alla nascita, i bambini con aspartilglucosaminuria sono solitamente sani con normali misurazioni. I primi sintomi sono una crescita precoce infantile ed una maggiore circonferenza della testa, associati ad ernie e ad infezioni respiratorie. Questi rappresentano i segni chiave per una rapida identificazione dell'aspartilglucosaminuria.
Fino all’età di 13-16 anni c’è uno sviluppo del bambino lento ma positivo, con un ritardo comunque evidente nella capacità di parola, già riscontrabile all’età di 2-3 anni. Vi è quindi un lieve declino fino all’età di 25-28 anni, con un rapido e progressivo calo dopo i 30 anni. Condizione che presenta un profondo livello di disabilità intellettiva con perdita di gran parte delle parole apprese, accompagnata da possibili problemi motori, convulsioni, fragilità ossea (osteoporosi), pelle flaccida, ipertelorismo oculare e faccia squadrata.

## Epidemiologia
L’aspartilglucosaminuria è una malattia che ha un’alta prevalenza in Finlandia (sono stati segnalati 260 pazienti, in una popolazione finlandese totale di 5.3 milioni). Questa patologia risulta meno comune al di fuori della Finlandia, la quale risulta essere accertata in circa 200-300 persone in tutto il mondo.

## Fisiopatologia
L’aspartilglucosaminuria deriva dalla carenza di N-aspartilglucosaminidasi (AGA), un enzima che scinde il legame N-acetil glucosamina-asparagina presente in alcune glicoproteine e nelle proteine N-glicosilate. Questo causa un accumulo eccessivo di glucoasparagine nei fluidi corporei, nei tessuti ed una loro aumentata escrezione nelle urine. I lisosomi risultano ipertrofici e sono presenti in tutti i tessuti e negli organi, ma la loro morfologia e le proprietà istochimiche, non sono diagnostiche per distinguere la malattia da molti altri disturbi di deposito lisosomiale.